# (35365) Cooney
(35365) Cooney est un astéroïde de la ceinture principale.

## Description
(35365) Cooney est un astéroïde de la ceinture principale. Il fut découvert le 21 octobre 1997 à l'Observatoire d'Ondřejov par Petr Pravec. Il présente une orbite caractérisée par un demi-grand axe de 2,29 UA, une excentricité de 0,07 et une inclinaison de 5,6° par rapport à l'écliptique.

## Compléments